# Waste a Moment
"Waste A Moment" és el tercer senzill de l'àlbum de Fightstar, Grand Unification.

## Llista de pistes
Senzill en CD (CD single):
1. "Waste A Moment"
2. "Call To Arms"

Vinil de 7"
1. "Waste A Moment"
2. "Minerva (Acoustic)" (cover de Deftones)

DVD
1. "Waste A Moment" (Vídeo)
2. "Ghosts On 31"
3. The Making Of "Grand Unification Pt. 1" (Vídeo)

## Vídeo
Hi ha dues versions de vídeo d'aquest senzill. La versió prohibida (censurada) mostra la banda tocant en un túnel abandonat del metro de Londres. La resta del vídeo és sobre un home de negocis que atura a un vagabund quan aquest anava a agafar una lliura del terra. Més tard el vagabund llença una pilota petita amb un nen amb una caputxa vermella que la segueix fins a les vies del tren. L'home de negocis el segueix i quan aquest ja està a les vies descobreix que el nen era un dimoni, que l'agafa i no el deixa escapar mentre que un tren s'aproxima a la seva situació. La narrativa de la música en el vídeo té una sorprenent semblança amb el clímax de la pel·lícula de terror que succeeix, Don't Look Now. La versió no censurada és exactament el mateix, però les escenes de l'home de negocis, el vagabund i el nen es tallen, mostrant només la banda tocant durant tot el vídeo.

## Posició a les llistes
| Llista (2006)    | Posició |
| ---------------- | ------- |
| UK Singles Chart | 29      |

## Personal
- Charlie Simpson — Veu, Guitarra, Teclat
- Alex Westaway — Veu, Guitarra
- Dan Haigh — Baix
- Omar Abidi — Bateria, Percussió